# Eros Riccio
Eros Riccio (Lucca, 1 december 1977) is een  Italiaanse schaker. Hij is een grootmeester van het correspondentieschaak, vicekampioen van Europa en olympisch brons met het Italiaanse nationale team, en wereldkampioen correspondentieschaak FICGS.  Hij is vooral een kampioen van het geavanceerde schaken en ook de auteur van een persoonlijk schaakboek genaamd Sikanda.

## Externe koppelingen
- (en)   Informatie over schaakpartijen van Eros Riccio op ChessGames.com
- (en) ICCF rating